# John Parke (calciatore)
John Parke (Bangor, 6 agosto 1937 – Belfast, 27 agosto 2011) è stato un calciatore nordirlandese, di ruolo difensore.

## Carriera

### Club
Parke si forma nel Cliftonville per poi venire ingaggiato nel 1954 dal Linfield, con cui dal 1957 al 1963 vince quattro campionati nordirlandesi e tre coppe nazionali, oltre tre Gold Cup.
Nel 1963 si fa notare da molti club scozzesi, come Celtic, Dundee e St. Johnstone, per l'ottima prestazione nella sua prima presenza in nazionale contro la Scozia, venendo infine ingaggiato dall'Hibernian. Con gli Hibs esordisce il 26 ottobre 1963 nella vittoria casalinga 4-1 contro il St. Johnstone. Si infortuna a dicembre nella sconfitta contro l'Airdrieonians perdendo così buona parte della stagione 1963-1964. Nel novembre 1964, l'allenatore Jock Stein ritenendo che Parke non potesse recuperare appieno dall'infortunio lo cedette agli inglesi del Sunderland.
Con i Black Cats disputa quattro campionati nella massima serie inglese.
Nell'estate 1967 con il Sunderland disputò il campionato nordamericano organizzato dalla United Soccer Association: accadde infatti che tale campionato fu disputato da formazioni europee e sudamericane per conto delle franchigie ufficialmente iscritte al campionato, che per ragioni di tempo non avevano potuto allestire le proprie squadre. Il Sunderland rappresentò i Vancouver Royal Canadians, che conclusero la Western Division al quinto posto finale.
Nel 1968 lascia la Gran Bretagna per giocare con i belgi del Malines, con cui retrocede in cadetteria al termine della Division I 1968-1969. Grazie al secondo posto ottenuto nella Division 2 1970-1971, torna a giocare nella massima serie belga. Ritornato in massima serie, ottiene il sesto posto nella Division I 1971-1972.
Parke è morto nel 2011 a causa dell'Alzheimer.

### Nazionale
PArke giocò quattordici incontri con la nazionale di calcio dell'Irlanda del Nord tra il 1963 ed il 1967, aggiudicandosi con la Green & White Army il Torneo Interbritannico 1964, a pari merito con Inghilterra e Scozia.

### Cronologia presenze e reti in Nazionale
| Cronologia completa delle presenze e delle reti in nazionale ― Irlanda del Nord | Cronologia completa delle presenze e delle reti in nazionale ― Irlanda del Nord | Cronologia completa delle presenze e delle reti in nazionale ― Irlanda del Nord | Cronologia completa delle presenze e delle reti in nazionale ― Irlanda del Nord | Cronologia completa delle presenze e delle reti in nazionale ― Irlanda del Nord | Cronologia completa delle presenze e delle reti in nazionale ― Irlanda del Nord | Cronologia completa delle presenze e delle reti in nazionale ― Irlanda del Nord | Cronologia completa delle presenze e delle reti in nazionale ― Irlanda del Nord |
| Data                                                                            | Città                                                                           | In casa                                                                         | Risultato                                                                       | Ospiti                                                                          | Competizione                                                                    | Reti                                                                            | Note                                                                            |
| ------------------------------------------------------------------------------- | ------------------------------------------------------------------------------- | ------------------------------------------------------------------------------- | ------------------------------------------------------------------------------- | ------------------------------------------------------------------------------- | ------------------------------------------------------------------------------- | ------------------------------------------------------------------------------- | ------------------------------------------------------------------------------- |
| 12-10-1963                                                                      | Belfast                                                                         | Irlanda del Nord                                                                | 2 – 1                                                                           | Scozia                                                                          | Torneo Interbritannico 1964                                                     | -                                                                               |                                                                                 |
| 30-10-1963                                                                      | Belfast                                                                         | Irlanda del Nord                                                                | 0 – 1                                                                           | Spagna                                                                          | Qual. Euro 1964                                                                 | -                                                                               |                                                                                 |
| 20-11-1963                                                                      | Londra                                                                          | Inghilterra                                                                     | 8 – 3                                                                           | Irlanda del Nord                                                                | Torneo Interbritannico 1964                                                     | -                                                                               |                                                                                 |
| 14-11-1964                                                                      | Losanna                                                                         | Svizzera                                                                        | 2 – 1                                                                           | Irlanda del Nord                                                                | Qual. Mondiali 1966                                                             | -                                                                               |                                                                                 |
| 25-11-1964                                                                      | Belfast                                                                         | Scozia                                                                          | 3 – 2                                                                           | Irlanda del Nord                                                                | Torneo Interbritannico 1965                                                     | -                                                                               |                                                                                 |
| 17-3-1965                                                                       | Belfast                                                                         | Irlanda del Nord                                                                | 2 – 1                                                                           | Paesi Bassi                                                                     | Qual. Mondiali 1966                                                             | -                                                                               |                                                                                 |
| 31-3-1965                                                                       | Belfast                                                                         | Irlanda del Nord                                                                | 0 – 5                                                                           | Galles                                                                          | Torneo Interbritannico 1965                                                     | -                                                                               |                                                                                 |
| 7-4-1965                                                                        | Rotterdam                                                                       | Paesi Bassi                                                                     | 0 – 0                                                                           | Irlanda del Nord                                                                | Qual. Mondiali 1966                                                             | -                                                                               |                                                                                 |
| 7-5-1965                                                                        | Belfast                                                                         | Irlanda del Nord                                                                | 4 – 1                                                                           | Albania                                                                         | Qual. Mondiali 1966                                                             | -                                                                               |                                                                                 |
| 7-5-1966                                                                        | Belfast                                                                         | Irlanda del Nord                                                                | 0 – 2                                                                           | Germania                                                                        | Amichevole                                                                      | -                                                                               |                                                                                 |
| 22-10-1966                                                                      | Belfast                                                                         | Irlanda del Nord                                                                | 0 – 2                                                                           | Inghilterra                                                                     | Qual. Euro 1968                                                                 | -                                                                               | [ 6 ]                                                                           |
| 16-11-1966                                                                      | Glasgow                                                                         | Scozia                                                                          | 2 – 1                                                                           | Irlanda del Nord                                                                | Qual. Euro 1968                                                                 | -                                                                               | [ 6 ]                                                                           |
| 21-10-1967                                                                      | Belfast                                                                         | Irlanda del Nord                                                                | 1 – 0                                                                           | Scozia                                                                          | Qual. Euro 1968                                                                 | -                                                                               | [ 7 ]                                                                           |
| 22-11-1967                                                                      | Londra                                                                          | Inghilterra                                                                     | 2 – 0                                                                           | Irlanda del Nord                                                                | Qual. Euro 1968                                                                 | -                                                                               | [ 7 ]                                                                           |
| Totale                                                                          |                                                                                 | Presenze                                                                        | 14                                                                              |                                                                                 | Reti                                                                            | 0                                                                               |                                                                                 |

## Palmarès

### Competizioni nazionali
- Campionato nordirlandese: 4

Linfield: 1958-1959, 1959-1960, 1960-1961, 1961-1962
- Irish Cup: 3

Linfield: 1959-1960, 1961-1962, 1962-1963
- North-South Cup: 1

Linfield: 1961-1962
- Gold Cup (Irlanda del Nord): 3

Linfield: 1957-1958, 1959-1960, 1961-1962

### Competizioni regionali
- County Antrim Shield: 5

Linfield: 1957-1958, 1958-1959, 1960-1961, 1961-1962, 1962-1963
- City Cup: 3

Linfield: 1957-1958, 1958-1959, 1961-1962
- Ulster Cup: 2

Linfield: 1959-1960, 1961-1962

### Nazionale
- Torneo Interbritannico: 1

1964